# 364e division d'infanterie
La  364e division d'infanterie (en allemand : 364. Infanterie-Division ou 364. ID) est une des divisions d'infanterie de l'armée allemande (Wehrmacht) durant la Seconde Guerre mondiale.

## Historique
La 364e division d'infanterie est formée en novembre 1943 dans le Generalgouvernement (gouvernement général) de Pologne à partir de l'état-major et les éléments surviants de la 355. Infanterie-Division en tant qu'élément de la 21. Welle (21e vague de mobilisation).
Sa formation a pris fin et la division, en partie organisée, est démantelée en janvier 1944. Le personnel est transféré à la 77. Infanterie-Division, alors formé en France. L'état-major de la 355. Infanterie-Division dissoute, et qui avait été affecté à la 364. ID, est également absorbé par la 77e division d'infanterie.

## Organisation

### Commandants
| Date                               | Grade           | Commandant   |
| ---------------------------------- | --------------- | ------------ |
| 15 décembre 1943 - 21 janvier 1944 | Generalleutnant | Walter Poppe |

## Théâtres d'opérations
- Pologne : Novembre 1943 - Janvier 1944

## Ordre de bataille
- Grenadier-Regiment 971
- Grenadier-Regiment 972
- Grenadier-Regiment 973
- Füsilier-Bataillon 364
- Artillerie-Regiment 364
  - I. Abteilung
  - II. Abteilung
  - III. Abteilung
  - IV. Abteilung
- Pionier-Bataillon 364
- Panzerjäger-Abteilung 364
- Nachrichten-Abteilung 364
- Feldersatz-Bataillon 364
- Versorgungseinheiten 364